# Ichthyophis lakimi
Ichthyophis lakimi é uma espécie de anfíbio gimnofionos da família Ichthyophiidae. Está presente em Malásia. A UICN classificou-a como pouco preocupante.